# كيوكيوتي باكن
تاكيزاوا باكن والمعروف بكيوكيوتي باكن ( 4 يوليو 1767 - 1 ديسمبر 1848) هو مؤلف ياباني في وقت متأخر من فترة ايدو كيساكو. اشتهر بأعماله مثل نانسو ساتومي هاكيندن (تاريخ ابطال الكلاب الثمانية من عشيرة ساتومي ناسو) وجينسيتسو يوميهاريسوكي (حكايات غريبة للقمر الهلال). كلاهما أمثلة بارزة من يوميهون في القرن التاسع عشر أو (الكتب للقراءة) (على العكس الكتب المصورة والكتب للقراءة).

## روابط خارجية
- كيوكيوتي باكن على موقع الموسوعة البريطانية (الإنجليزية)